# かなしろにゃんこ。
かなしろにゃんこ。（4月24日 - ）は、日本の漫画家。千葉県出身。血液型はB型。かつては「かなしろにゃんこ」というペンネームで活動していた。近年では発達障害や田舎暮らしを題材とした作品、エッセイを発表している。

## 人物
「はーい、おやつですよ」で、『なかぞう』（講談社）1996年春休み号にてデビュー。4コマ・ショートストーリー作家。代表作品は「ムーぽん」。影響を受けた漫画として、『キャンディ♥キャンディ』（作画：いがらしゆみこ、原作：水木杏子）と『フォスティーヌ』（原ちえこ）を挙げている。

## 作品リスト
- ムーぽん （なかよし、講談社）
- てんしっちのたまごっち（なかよし、単行本化はされていない）
- ポストペットスクール （なかよし）

## 著作
- 漫画家ママのうちの子はADHD ISBN 978-4-06-259495-0
- マンガで読む 大人も知らない「プチうつ気分」とのつきあい方（イラスト）ISBN 978-4-06-259477-6
- 大人も知らない「本当の友だち」のつくり方（イラスト）ISBN 978-4-06-259474-5
- 漫画家ママの うちの子はADHD ISBN 978-4062594950
- うちの子はADHD 反抗期で超たいへん! ISBN 978-4062597197
- 発達障害 僕にはイラつく理由がある! ISBN 978-4065162736
- 発達障害で問題児 でも働けるのは理由がある! ISBN 978-4065216071
- 発達障害 「できないこと」には理由がある! ISBN 978-4065285688